# Kvalspelet till Europamästerskapet i fotboll 2020 (grupp E)
Kvalspelet till Europamästerskapet i fotboll 2020 (grupp E) spelades från den 21 mars till den 19 november 2019, grupp E består av fem nationer, Azerbajdzjan, Kroatien, Slovakien, Ungern och Wales.

## Tabell
| Nr | Lag          | S | V | O | F | GM | IM | MS  | P  |
| -- | ------------ | - | - | - | - | -- | -- | --- | -- |
| 1  | Kroatien     | 8 | 5 | 2 | 1 | 17 | 7  | +10 | 17 |
| 2  | Wales        | 8 | 4 | 2 | 2 | 10 | 6  | +4  | 14 |
| 3  | Slovakien    | 8 | 4 | 1 | 3 | 13 | 11 | +2  | 13 |
| 4  | Ungern       | 8 | 4 | 0 | 4 | 8  | 11 | −3  | 12 |
| 5  | Azerbajdzjan | 8 | 0 | 1 | 7 | 5  | 18 | −13 | 1  |

## Matcher
Alla tider står i lokal tid.
| 1           | 21 mars 2019 | Kroatien                              | 2 – 1           | Azerbajdzjan        | Maksimirstadion                                          |                                                          |
| 20:45 UTC+1 | 20:45 UTC+1  | Borna Barišić 44′ Andrej Kramarić 79′ | (1 – 1) Rapport | 19′ Ramil Sheydayev | Zagreb Publik: 23 146 Domare: Georgi Kabakov (Bulgarien) | Zagreb Publik: 23 146 Domare: Georgi Kabakov (Bulgarien) |
| 20:45 UTC+1 | 20:45 UTC+1  |                                       |                 |                     | Zagreb Publik: 23 146 Domare: Georgi Kabakov (Bulgarien) | Zagreb Publik: 23 146 Domare: Georgi Kabakov (Bulgarien) |
| 20:45 UTC+1 | 20:45 UTC+1  |                                       |                 |                     | Zagreb Publik: 23 146 Domare: Georgi Kabakov (Bulgarien) | Zagreb Publik: 23 146 Domare: Georgi Kabakov (Bulgarien) |

| 2           | 21 mars 2019 | Slovakien                         | 2 – 0           | Ungern | Štadión Antona Malatinského                                   |                                                               |
| 20:45 UTC+1 | 20:45 UTC+1  | Ondrej Duda 42′ Albert Rusnák 85′ | (1 – 0) Rapport |        | Trnava Publik: 14 235 Domare: Vladislav Bezborodov (Ryssland) | Trnava Publik: 14 235 Domare: Vladislav Bezborodov (Ryssland) |
| 20:45 UTC+1 | 20:45 UTC+1  |                                   |                 |        | Trnava Publik: 14 235 Domare: Vladislav Bezborodov (Ryssland) | Trnava Publik: 14 235 Domare: Vladislav Bezborodov (Ryssland) |
| 20:45 UTC+1 | 20:45 UTC+1  |                                   |                 |        | Trnava Publik: 14 235 Domare: Vladislav Bezborodov (Ryssland) | Trnava Publik: 14 235 Domare: Vladislav Bezborodov (Ryssland) |

| 3           | 24 mars 2019 | Wales           | 1 – 0           | Slovakien | Cardiff City Stadium                                   |                                                        |
| 14:00 UTC±0 | 14:00 UTC±0  | Daniel James 5′ | (1 – 0) Rapport |           | Cardiff Publik: 31 617 Domare: Felix Zwayer (Tyskland) | Cardiff Publik: 31 617 Domare: Felix Zwayer (Tyskland) |
| 14:00 UTC±0 | 14:00 UTC±0  |                 |                 |           | Cardiff Publik: 31 617 Domare: Felix Zwayer (Tyskland) | Cardiff Publik: 31 617 Domare: Felix Zwayer (Tyskland) |
| 14:00 UTC±0 | 14:00 UTC±0  |                 |                 |           | Cardiff Publik: 31 617 Domare: Felix Zwayer (Tyskland) | Cardiff Publik: 31 617 Domare: Felix Zwayer (Tyskland) |

| 4           | 24 mars 2019 | Ungern                          | 2 – 1           | Kroatien       | Groupama Arena                                            |                                                           |
| 18:00 UTC+1 | 18:00 UTC+1  | Ádám Szalai 34′ Máté Pátkai 76′ | (1 – 1) Rapport | 13′ Ante Rebić | Budapest Publik: 19 400 Domare: Willie Collum (Skottland) | Budapest Publik: 19 400 Domare: Willie Collum (Skottland) |
| 18:00 UTC+1 | 18:00 UTC+1  |                                 |                 |                | Budapest Publik: 19 400 Domare: Willie Collum (Skottland) | Budapest Publik: 19 400 Domare: Willie Collum (Skottland) |
| 18:00 UTC+1 | 18:00 UTC+1  |                                 |                 |                | Budapest Publik: 19 400 Domare: Willie Collum (Skottland) | Budapest Publik: 19 400 Domare: Willie Collum (Skottland) |

| 5           | 8 juni 2019 | Kroatien                                   | 2 – 1           | Wales            | Gradski vrt-stadion                                    |                                                        |
| 15:00 UTC+2 | 15:00 UTC+2 | James Lawrence 17′ (sjm.) Ivan Perišić 48′ | (1 – 0) Rapport | 77′ David Brooks | Osijek Publik: 17 061 Domare: István Kovács (Rumänien) | Osijek Publik: 17 061 Domare: István Kovács (Rumänien) |
| 15:00 UTC+2 | 15:00 UTC+2 |                                            |                 |                  | Osijek Publik: 17 061 Domare: István Kovács (Rumänien) | Osijek Publik: 17 061 Domare: István Kovács (Rumänien) |
| 15:00 UTC+2 | 15:00 UTC+2 |                                            |                 |                  | Osijek Publik: 17 061 Domare: István Kovács (Rumänien) | Osijek Publik: 17 061 Domare: István Kovács (Rumänien) |

| 6           | 8 juni 2019 | Azerbajdzjan     | 1 – 3           | Ungern                                | Bakcell Arena                                          |                                                        |
| 20:00 UTC+4 | 20:00 UTC+4 | Mahir Emreli 69′ | (0 – 1) Rapport | 18′, 53′ Willi Orban 71′ Dávid Holman | Baku Publik: 10 450 Domare: Kevin Blom (Nederländerna) | Baku Publik: 10 450 Domare: Kevin Blom (Nederländerna) |
| 20:00 UTC+4 | 20:00 UTC+4 |                  |                 |                                       | Baku Publik: 10 450 Domare: Kevin Blom (Nederländerna) | Baku Publik: 10 450 Domare: Kevin Blom (Nederländerna) |
| 20:00 UTC+4 | 20:00 UTC+4 |                  |                 |                                       | Baku Publik: 10 450 Domare: Kevin Blom (Nederländerna) | Baku Publik: 10 450 Domare: Kevin Blom (Nederländerna) |

| 7           | 11 juni 2019 | Azerbajdzjan        | 1 – 5           | Slovakien                                                                   | Bakcell Arena                                      |                                                    |
| 20:00 UTC+4 | 20:00 UTC+4  | Ramil Sheydayev 29′ | (1 – 3) Rapport | 8′ Stanislav Lobotka 27′ Juraj Kucka 30′, 57′ Marek Hamšík 85′ Dávid Hancko | Baku Publik: 8 200 Domare: John Beaton (Skottland) | Baku Publik: 8 200 Domare: John Beaton (Skottland) |
| 20:00 UTC+4 | 20:00 UTC+4  |                     |                 |                                                                             | Baku Publik: 8 200 Domare: John Beaton (Skottland) | Baku Publik: 8 200 Domare: John Beaton (Skottland) |
| 20:00 UTC+4 | 20:00 UTC+4  |                     |                 |                                                                             | Baku Publik: 8 200 Domare: John Beaton (Skottland) | Baku Publik: 8 200 Domare: John Beaton (Skottland) |

| 8           | 11 juni 2019 | Ungern          | 1 – 0           | Wales | Groupama Arena                                        |                                                       |
| 20:45 UTC+2 | 20:45 UTC+2  | Máté Pátkai 80′ | (0 – 0) Rapport |       | Budapest Publik: 18 350 Domare: Matej Jug (Slovenien) | Budapest Publik: 18 350 Domare: Matej Jug (Slovenien) |
| 20:45 UTC+2 | 20:45 UTC+2  |                 |                 |       | Budapest Publik: 18 350 Domare: Matej Jug (Slovenien) | Budapest Publik: 18 350 Domare: Matej Jug (Slovenien) |
| 20:45 UTC+2 | 20:45 UTC+2  |                 |                 |       | Budapest Publik: 18 350 Domare: Matej Jug (Slovenien) | Budapest Publik: 18 350 Domare: Matej Jug (Slovenien) |

| 9           | 6 september 2019 | Slovakien | 0 – 4           | Kroatien                                                               | Štadión Antona Malatinského                          |                                                      |
| 20:45 UTC+2 | 20:45 UTC+2      |           | (0 – 1) Rapport | 45′ Nikola Vlašić 47′ Ivan Perišić 72′ Bruno Petković 89′ Dejan Lovren | Trnava Publik: 18 098 Domare: Felix Brych (Tyskland) | Trnava Publik: 18 098 Domare: Felix Brych (Tyskland) |
| 20:45 UTC+2 | 20:45 UTC+2      |           |                 |                                                                        | Trnava Publik: 18 098 Domare: Felix Brych (Tyskland) | Trnava Publik: 18 098 Domare: Felix Brych (Tyskland) |
| 20:45 UTC+2 | 20:45 UTC+2      |           |                 |                                                                        | Trnava Publik: 18 098 Domare: Felix Brych (Tyskland) | Trnava Publik: 18 098 Domare: Felix Brych (Tyskland) |

| 10          | 6 september 2019 | Wales                                     | 2 – 1           | Azerbajdzjan     | Cardiff City Stadium                                         |                                                              |
| 19:45 UTC+1 | 19:45 UTC+1      | Pavel Pashayev 26′ (sjm.) Gareth Bale 84′ | (1 – 0) Rapport | 59′ Mahir Emreli | Cardiff Publik: 28 385 Domare: Trustin Farrugia Cann (Malta) | Cardiff Publik: 28 385 Domare: Trustin Farrugia Cann (Malta) |
| 19:45 UTC+1 | 19:45 UTC+1      |                                           |                 |                  | Cardiff Publik: 28 385 Domare: Trustin Farrugia Cann (Malta) | Cardiff Publik: 28 385 Domare: Trustin Farrugia Cann (Malta) |
| 19:45 UTC+1 | 19:45 UTC+1      |                                           |                 |                  | Cardiff Publik: 28 385 Domare: Trustin Farrugia Cann (Malta) | Cardiff Publik: 28 385 Domare: Trustin Farrugia Cann (Malta) |

| 11          | 9 september 2019 | Azerbajdzjan          | 1 – 1           | Kroatien               | Bakcell Arena                                       |                                                     |
| 20:00 UTC+4 | 20:00 UTC+4      | Tamkin Khalilzade 72′ | (0 – 1) Rapport | 11′ (str.) Luka Modrić | Baku Publik: 9 150 Domare: Sandro Schärer (Schweiz) | Baku Publik: 9 150 Domare: Sandro Schärer (Schweiz) |
| 20:00 UTC+4 | 20:00 UTC+4      |                       |                 |                        | Baku Publik: 9 150 Domare: Sandro Schärer (Schweiz) | Baku Publik: 9 150 Domare: Sandro Schärer (Schweiz) |
| 20:00 UTC+4 | 20:00 UTC+4      |                       |                 |                        | Baku Publik: 9 150 Domare: Sandro Schärer (Schweiz) | Baku Publik: 9 150 Domare: Sandro Schärer (Schweiz) |

| 12          | 9 september 2019 | Ungern                 | 1 – 2           | Slovakien                         | Groupama Arena                                                |                                                               |
| 20:45 UTC+2 | 20:45 UTC+2      | Dominik Szoboszlai 50′ | (0 – 1) Rapport | 40′ Róbert Mak 56′ Róbert Boženík | Budapest Publik: 21 700 Domare: Antonio Mateu Lahoz (Spanien) | Budapest Publik: 21 700 Domare: Antonio Mateu Lahoz (Spanien) |
| 20:45 UTC+2 | 20:45 UTC+2      |                        |                 |                                   | Budapest Publik: 21 700 Domare: Antonio Mateu Lahoz (Spanien) | Budapest Publik: 21 700 Domare: Antonio Mateu Lahoz (Spanien) |
| 20:45 UTC+2 | 20:45 UTC+2      |                        |                 |                                   | Budapest Publik: 21 700 Domare: Antonio Mateu Lahoz (Spanien) | Budapest Publik: 21 700 Domare: Antonio Mateu Lahoz (Spanien) |

| 13          | 10 oktober 2019 | Kroatien                               | 3 – 0           | Ungern | Poljudstadion                                         |                                                       |
| 20:45 UTC+2 | 20:45 UTC+2     | Luka Modrić 5′ Bruno Petković 24′, 42′ | (3 – 0) Rapport |        | Split Publik: 32 110 Domare: Daniele Orsato (Italien) | Split Publik: 32 110 Domare: Daniele Orsato (Italien) |
| 20:45 UTC+2 | 20:45 UTC+2     |                                        |                 |        | Split Publik: 32 110 Domare: Daniele Orsato (Italien) | Split Publik: 32 110 Domare: Daniele Orsato (Italien) |
| 20:45 UTC+2 | 20:45 UTC+2     |                                        |                 |        | Split Publik: 32 110 Domare: Daniele Orsato (Italien) | Split Publik: 32 110 Domare: Daniele Orsato (Italien) |

| 14          | 10 oktober 2019 | Slovakien       | 1 – 1           | Wales             | Štadión Antona Malatinského                                     |                                                                 |
| 20:45 UTC+2 | 20:45 UTC+2     | Juraj Kucka 53′ | (0 – 1) Rapport | 25′ Kieffer Moore | Trnava Publik: 18 071 Domare: Carlos del Cerro Grande (Spanien) | Trnava Publik: 18 071 Domare: Carlos del Cerro Grande (Spanien) |
| 20:45 UTC+2 | 20:45 UTC+2     |                 |                 |                   | Trnava Publik: 18 071 Domare: Carlos del Cerro Grande (Spanien) | Trnava Publik: 18 071 Domare: Carlos del Cerro Grande (Spanien) |
| 20:45 UTC+2 | 20:45 UTC+2     |                 |                 |                   | Trnava Publik: 18 071 Domare: Carlos del Cerro Grande (Spanien) | Trnava Publik: 18 071 Domare: Carlos del Cerro Grande (Spanien) |

| 15          | 13 oktober 2019 | Ungern            | 1 – 0           | Azerbajdzjan | Groupama Arena                                                |                                                               |
| 18:00 UTC+2 | 18:00 UTC+2     | Mihály Korhut 10′ | (1 – 0) Rapport |              | Budapest Publik: 11 300 Domare: Dennis Higler (Nederländerna) | Budapest Publik: 11 300 Domare: Dennis Higler (Nederländerna) |
| 18:00 UTC+2 | 18:00 UTC+2     |                   |                 |              | Budapest Publik: 11 300 Domare: Dennis Higler (Nederländerna) | Budapest Publik: 11 300 Domare: Dennis Higler (Nederländerna) |
| 18:00 UTC+2 | 18:00 UTC+2     |                   |                 |              | Budapest Publik: 11 300 Domare: Dennis Higler (Nederländerna) | Budapest Publik: 11 300 Domare: Dennis Higler (Nederländerna) |

| 16          | 13 oktober 2019 | Wales             | 1 – 1           | Kroatien         | Cardiff City Stadium                                         |                                                              |
| 19:45 UTC+1 | 19:45 UTC+1     | Gareth Bale 45+3′ | (1 – 1) Rapport | 9′ Nikola Vlašić | Cardiff Publik: 31 745 Domare: Björn Kuipers (Nederländerna) | Cardiff Publik: 31 745 Domare: Björn Kuipers (Nederländerna) |
| 19:45 UTC+1 | 19:45 UTC+1     |                   |                 |                  | Cardiff Publik: 31 745 Domare: Björn Kuipers (Nederländerna) | Cardiff Publik: 31 745 Domare: Björn Kuipers (Nederländerna) |
| 19:45 UTC+1 | 19:45 UTC+1     |                   |                 |                  | Cardiff Publik: 31 745 Domare: Björn Kuipers (Nederländerna) | Cardiff Publik: 31 745 Domare: Björn Kuipers (Nederländerna) |

| 17          | 16 november 2019 | Azerbajdzjan | 0 – 2           | Wales                              | Bakcell Arena                                       |                                                     |
| 21:00 UTC+4 | 21:00 UTC+4      |              | (0 – 2) Rapport | 10′ Kieffer Moore 34′ Harry Wilson | Baku Publik: 8 622 Domare: Deniz Aytekin (Tyskland) | Baku Publik: 8 622 Domare: Deniz Aytekin (Tyskland) |
| 21:00 UTC+4 | 21:00 UTC+4      |              |                 |                                    | Baku Publik: 8 622 Domare: Deniz Aytekin (Tyskland) | Baku Publik: 8 622 Domare: Deniz Aytekin (Tyskland) |
| 21:00 UTC+4 | 21:00 UTC+4      |              |                 |                                    | Baku Publik: 8 622 Domare: Deniz Aytekin (Tyskland) | Baku Publik: 8 622 Domare: Deniz Aytekin (Tyskland) |

| 18          | 16 november 2019 | Kroatien                                              | 3 – 1           | Slovakien          | Rujevicastadion                                         |                                                         |
| 20:45 UTC+1 | 20:45 UTC+1      | Nikola Vlašić 56′ Bruno Petković 60′ Ivan Perišić 74′ | (0 – 1) Rapport | 32′ Róbert Boženík | Rijeka Publik: 8 212 Domare: Clément Turpin (Frankrike) | Rijeka Publik: 8 212 Domare: Clément Turpin (Frankrike) |
| 20:45 UTC+1 | 20:45 UTC+1      |                                                       |                 |                    | Rijeka Publik: 8 212 Domare: Clément Turpin (Frankrike) | Rijeka Publik: 8 212 Domare: Clément Turpin (Frankrike) |
| 20:45 UTC+1 | 20:45 UTC+1      |                                                       |                 |                    | Rijeka Publik: 8 212 Domare: Clément Turpin (Frankrike) | Rijeka Publik: 8 212 Domare: Clément Turpin (Frankrike) |

| 19          | 19 november 2019 | Slovakien                           | 2 – 0           | Azerbajdzjan | Štadión Antona Malatinského                         |                                                     |
| 20:45 UTC+1 | 20:45 UTC+1      | Róbert Boženík 19′ Marek Hamšík 86′ | (1 – 0) Rapport |              | Trnava Publik: 7 825 Domare: Serhiy Boyko (Ukraina) | Trnava Publik: 7 825 Domare: Serhiy Boyko (Ukraina) |
| 20:45 UTC+1 | 20:45 UTC+1      |                                     |                 |              | Trnava Publik: 7 825 Domare: Serhiy Boyko (Ukraina) | Trnava Publik: 7 825 Domare: Serhiy Boyko (Ukraina) |
| 20:45 UTC+1 | 20:45 UTC+1      |                                     |                 |              | Trnava Publik: 7 825 Domare: Serhiy Boyko (Ukraina) | Trnava Publik: 7 825 Domare: Serhiy Boyko (Ukraina) |

| 20          | 19 november 2019 | Wales                 | 2 – 0           | Ungern | Cardiff City Stadium                                     |                                                          |
| 19:45 UTC±0 | 19:45 UTC±0      | Aaron Ramsey 15′, 47′ | (1 – 0) Rapport |        | Cardiff Publik: 31 762 Domare: Ovidiu Hațegan (Rumänien) | Cardiff Publik: 31 762 Domare: Ovidiu Hațegan (Rumänien) |
| 19:45 UTC±0 | 19:45 UTC±0      |                       |                 |        | Cardiff Publik: 31 762 Domare: Ovidiu Hațegan (Rumänien) | Cardiff Publik: 31 762 Domare: Ovidiu Hațegan (Rumänien) |
| 19:45 UTC±0 | 19:45 UTC±0      |                       |                 |        | Cardiff Publik: 31 762 Domare: Ovidiu Hațegan (Rumänien) | Cardiff Publik: 31 762 Domare: Ovidiu Hațegan (Rumänien) |